# Кольбайский сельский округ
Кольбайский сельский округ (каз. Көлбай ауылдық округі) — административная единица в составе Алакольского района Жетысуской области Казахстана. Административный центр — село Кольбай. 
Население — 2893 человека (2009; 4177 в 1999). 

## Административное устройство
| Населённый пункт | Население, лиц (1999) | Население, лиц (2009) |
| ---------------- | --------------------- | --------------------- |
| Алемды, село     | 210                   | ▼99                   |
| Будир, село      | 96                    | ▼56                   |
| Кизилкайин, село | 2051                  | ▼1207                 |
| Кольбай, село    | 1820                  | ▼1531                 |